# Josep Maria Baldrich i Viladrich
Josep Maria Baldrich i Viladrich   (Barcelona, 26 de juny de 1912 - Barcelona, 12 d'agost de 1976) fou un futbolista català de la dècada de 1930.
Jugava a la posició de porter.
Va començar a jugar a la Penya Saprissa, d'on passà al segon equip del RCD Espanyol. Formà part del primer equip entre 1930 i 1934, essent suplent d'Aznar i Florenza. Només disputà un partit oficial del Campionat de Catalunya durant la temporada 1930-31, quan substituí Aznar. El febrer de 1934 l'Espanyol li donà la baixa, juntament amb Josep Serra. Baldrich fitxà pel FC Vic, on jugà fins 1940, on una lesió el retirà definitivament.